# Klárky

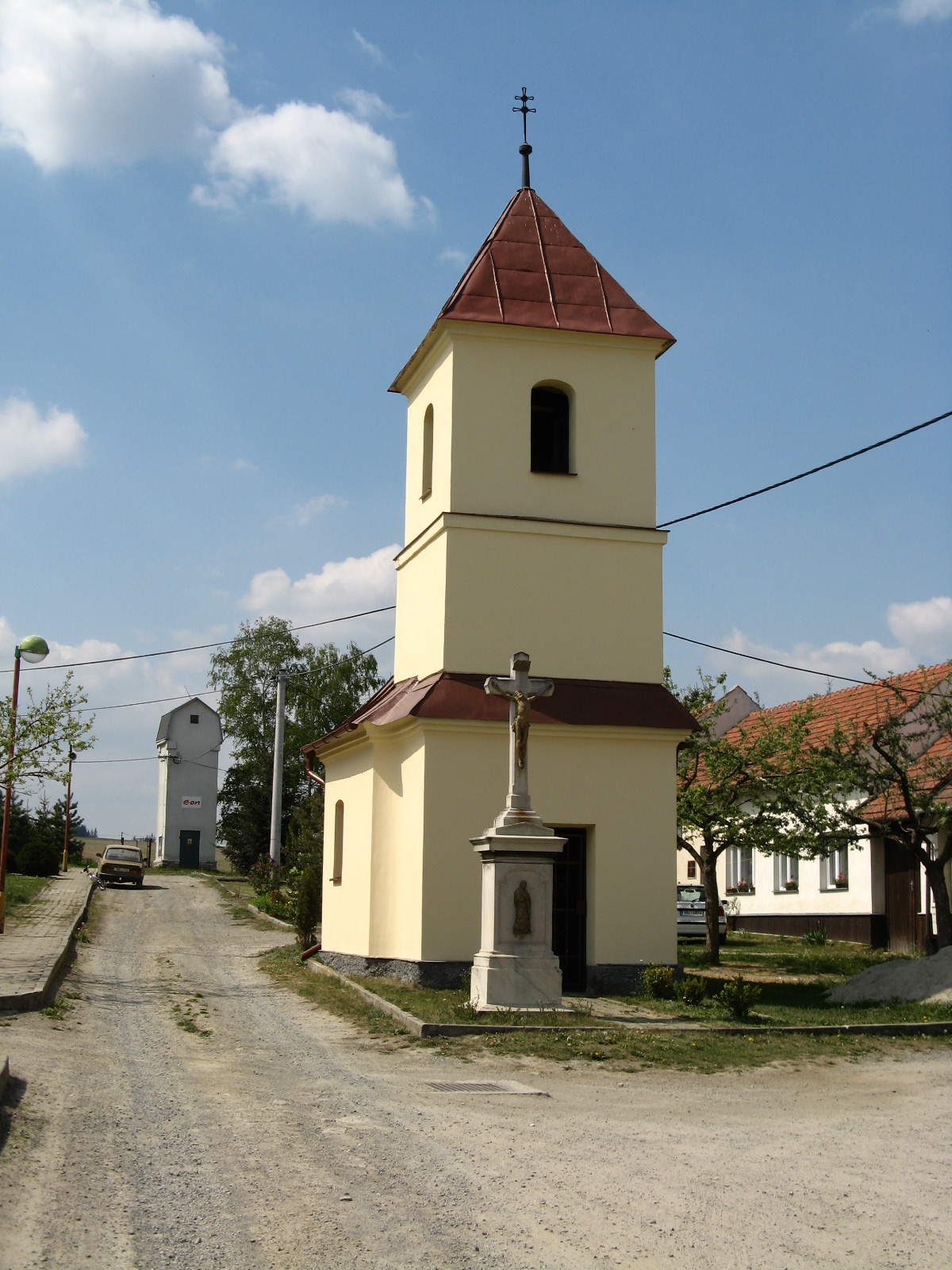
Dorfanger mit Kapelle des hl. Johannes von Nepomuk

Klárky (deutsch Klaradorf) ist eine Ortslage der Gemeinde Suchdol in Tschechien. Sie liegt fünf Kilometer südlich von Konice und gehört zum Okres Prostějov.

## Geographie
Das Gassendorf Klárky befindet sich auf einer Hochfläche zwischen den Tälern der Bäche Bukovanka und des Brodecký potok im Drahaner Bergland. Südwestlich erhebt sich der Čeharlí (603 m. n.m.).
Nachbarorte sind Runářov und Veselá im Norden, Křemenec, Čunín und Hrázný Mlýn im Nordosten, Suchdol im Osten, Ptení, Nové Ptení und Pohodlí im Südosten, Okluky und Seč im Süden, Hrochov im Südwesten, Jednov im Westen sowie Lhota u Konice im Nordwesten.

## Geschichte
Nach der Aufhebung des Olmützer Klarissenstiftes St. Klara im Jahre 1782 fiel das Gut Ptin dem Religionsfonds zu. 1785 wurde der Sugdoler Meierhof aufgelöst und im Zuge der Raabisation auf dessen parzellierten Fluren – westlich neben dem Dorf Sugdol – eine Kolonie angelegt, die zum Gedenken an das Stift St. Klara benannt wurde. Im Jahre 1793 wurde die Siedlung als Klarendorf bzw. Klarek bezeichnet. Die k.k. Staatsgüterveräußerungskommission verkaufte das Gut Ptin am 1. August 1825 meistbietend an Philipp Ludwig Graf Saint-Genois d’Aneaucourt (1790–1857).
Im Jahre 1835 bestand das im Olmützer Kreis gelegene Dorf Klaradorf aus 29 Häusern mit 192 mährischsprachigen Einwohnern. Erwerbsquellen bildeten die Landwirtschaft und die Leinweberei. Pfarr- und Schulort war Ainsersdorf, der Amtsort Alt Ptin. Bis zur Mitte des 19. Jahrhunderts blieb Klaradorf der Allodialherrschaft Ptin untertänig.
Nach der Aufhebung der Patrimonialherrschaften bildete Klárky / Klaradorf ab 1850 einen Ortsteil der Gemeinde Suchdorf / Sugdol im Gerichtsbezirk Konitz. Ab 1869 gehörte Klárky zum Bezirk Littau. Als deutscher Ortsname wurde ab 1872 Klarsdorf verwendet. Moritz Graf Saint-Genois d’Aneaucourt, der die Grundherrschaft Ptin 1857 von seinem Vater geerbt hatte, verkaufte sie 1878 an Fürst Johann II. von Liechtenstein. 1911 wurden die Kinder aus Klárky in die neue Schule in Suchdol umgeschult. Nach dem Ersten Weltkrieg zerfiel der Vielvölkerstaat Österreich-Ungarn, das Dorf wurde 1918 Teil der neu gebildeten Tschechoslowakischen Republik. Beim Zensus von 1921 lebten in den 34 Häusern von Klárky 401 Tschechen. Nach dem Münchner Abkommen verblieb das Dorf 1938 bei der Tschechoslowakei; nördlich verlief die Grenze zum Deutschen Reich. Von 1939 bis 1945 gehörte Klárky / Klaradorf zum Protektorat Böhmen und Mähren. Im Zuge der Gebietsreform von 1960 wurde der Okres Litovel aufgehoben und Klárky dem Okres Prostějov zugeordnet. Seit Beginn des Jahres 1983 wird Klárky nicht mehr als Ortsteil geführt.

## Ortsgliederung
Klárky ist Teil des Katastralbezirkes Suchdol u Konice.

## Sehenswürdigkeiten
- Kapelle des hl. Johannes von Nepomuk, auf dem Dorfanger, errichtet 1885
- Steinernes Kreuz, vor der Kapelle, geschaffen 1884